# 構造化ヒューリスティック評価法
構造化ヒューリスティック評価法 (こうぞうかヒューリスティックひょうかほう、英: sHEM; structured Heuristic Evaluation Method) は、ヒューリスティック評価法の評価セッションを分割した評価法。黒須正明らが提唱している。
ヤコブ・ニールセンによって考案されたヒューリスティック評価法は、有名な10のガイドラインに基づいてインタフェースの問題点を摘出する方法のことで、ユーザビリティ専門家が必ずしも行うものではない。一方、ユーザビリティ専門家が自分の経験と洞察力により問題点を抽出する方法は、エキスパートレビューという。いずれも、実ユーザを使わずにユーザビリティ評価が行えることから、ユーザビリティテストと比較して効率的であり、設計現場でも頻繁に利用されている。しかし、評価者の作業記憶の容量は、認知心理学で知られているマジカルナンバー7±2という制約のもとにあり、同時に多面的な評価を行うことには困難が伴う。
そこでsHEMでは、評価セッションを複数のサブセッションに分割し、それぞれのサブセッションでは、インタフェースの異なる側面に焦点をあてて問題点の摘出を行う。具体的には、人間工学的側面、認知的側面、感性的側面、ユニバーサルデザインの側面等々である。このように、評価者の注意をコントロールすることで、評価者は各サブセッションで焦点となっている側面に注意を限定し、深い評価を行うことが可能となり、結果的に、同じ時間をかけた場合でも、ヒューリスティック評価法の3倍強の問題点を発見できることが実験的に確認された。日本だけでなく欧米でも利用されている。